# Patrick Bateman
Pour les articles homonymes, voir Bateman.
Patrick Bateman est le personnage principal et le narrateur du roman American Psycho (1991) de Bret Easton Ellis.

## Biographie
Patrick Bateman travaille pour l'entreprise d'investissement new-yorkaise de Wall Street Pierce & Pierce (ce qui est aussi le cas de Sherman McCofe dans le roman Le Bûcher des vanités de Tom Wolfe). Il vit à Manhattan dans l'Upper West Side (où il est le voisin de l'acteur Tom Cruise). Dans sa « seconde vie », Bateman est un tueur en série qui assassine plusieurs victimes : collègues, clochards, prostituées... Ses crimes, y compris des viols, des actes de torture, des meurtres et du cannibalisme, sont décrits en détail dans le roman.
Bateman vient d'une famille riche. Ses parents ont une maison à Long Island, et il est fait mention d'une maison à Newport. Ses parents ont divorcé alors que sa mère, qui réside maintenant dans un sanatorium, tombait malade. Son père a grandi grâce à une succession dans le Connecticut et est maintenant propriétaire d'un appartement dans un hôtel de New York. Son jeune frère Sean suit des cours au Camden College (en) (il est décrit dans le roman et est également le personnage principal du deuxième roman d'Ellis, Les Lois de l'attraction). Bateman poursuit ses études préparatoires à Phillips Exeter Academy. Il est diplômé de l'université Harvard en 1984, et de Harvard business school deux ans plus tard et s'installe à New York.

## Centres d'intérêt
Selon sa fiancée, Evelyn Richards, le père de Patrick Bateman est « pratiquement propriétaire de l'entreprise ». Patrick Bateman passe donc peu de temps à son bureau et y travaille peu lorsqu'il y est. Il passe une grande partie de son temps en distractions futiles comme faire des mots croisés, griffonner, regarder la télévision, écouter de la musique pop récente et lire de la pornographie violente.
Lorsqu'il n'est pas à son bureau, Bateman passe son temps libre à sortir en boîte de nuit ou au restaurant, pratiquer la musculation, visiter des clubs de remise en forme et des salons de bronzage. Lorsqu'il est chez lui, il aime regarder des cassettes vidéo, en particulier des films pornographiques et d'horreur (son film préféré est Body double de Brian de Palma) et une émission télévisée, un talk-show intitulé The Patty Winters show. Bateman utilise souvent l'expression « rapporter des vidéos à la boutique » pour justifier le temps passé à torturer et tuer ses victimes, ainsi que pour s'excuser lorsqu'il est avec d'autres. Bateman lit aussi les biographies des tueurs en série comme Ed Gein et Ted Bundy, glissant des faits les concernant au milieu de ses conversations de tous les jours avec ses collègues.
Bateman est un passionné de musique, en particulier de pop et de pop-rock. Il apprécie en particulier la musique des Talking Heads et INXS, et il s'étend longuement sur Genesis (période Phil Collins), Whitney Houston et Huey Lewis & the News (des chapitres entiers leur sont consacrés). Il écoute aussi du jazz (Dizzy Gillespie et Bix Beiderbecke).

## Personnalité
Comme l'écrit Bret Easton Ellis, Patrick Bateman est l'archétype du yuppie cupide : riche, superficiel, accro au sexe, utilisateur de drogues de manière récréative et pratiquant la consommation ostentatoire. Tous ses amis lui ressemblent (au point qu'il les confond souvent et qu'eux aussi le prennent souvent pour quelqu'un d'autre), mais il détaille obsessionnellement chaque particularité de leurs vêtements, chaîne stéréo, programme d'entraînement et carte de visite. Sa fiancée Evelyn Richards, est également riche et superficielle. Ils ne peuvent se supporter mais restent ensemble pour leur vie sociale. Il a une maîtresse (la fiancée de Luis Carruthers, un collègue qu'il déteste) et a des liens réguliers avec des prostituées et des femmes qu'il rencontre dans les clubs, et dont beaucoup finissent par être ses victimes. La seule femme (voire personne) pour laquelle il éprouve quelque chose qui ressemble à des sentiments est sa secrétaire, Jean. Il ne peut tout simplement pas se décider à la séduire, à la violer ou à la tuer, peut-être parce qu'elle est la seule personne dans sa vie, qui n'est pas complètement superficielle. Chaque fois qu'il mentionne Jean dans le roman, il la présente comme « Jean, ma secrétaire, qui est amoureuse de  moi » et la décrit dans le roman comme quelqu'un avec qui « il finira probablement par se marier un jour ».
Tandis qu'au premier abord, Bateman, semble être l'incarnation de l'homme d'affaires mielleux, séduisant et prospère, il éprouve en fait autant de dégoût pour lui-même que pour les autres. Il tue un grand nombre de ses victimes, parce qu'elles le font se sentir incompétent, le plus souvent en ayant meilleur goût que lui (Paul Allen, par exemple, est plus compétent, a une meilleure carte de visite et gère le prestigieux compte Fisher). Ses amis se moquent de lui en le qualifiant de « boy next door », son avocat se réfère à lui comme un « lèche-cul de merde, un chouchou servile » et il est souvent rejeté comme une « pourriture de yuppie » par des personnes extérieures à son cercle social.
Bateman exprime souvent des doutes quant à sa propre santé mentale et est régulièrement sujet à des épisodes psychotiques, au cours desquels il hallucine. Il ressent souvent un sentiment de dépersonnalisation. Selon ses propres mots : « ... Bien que je ne puisse cacher mon regard froid et que vous puissiez serrer ma main et sentir ma chair et même que vous puissiez penser que nos modes de vie sont probablement comparables : je ne suis tout simplement pas là ». Bien que Bateman affirme souvent qu'il est dépourvu d'émotion, il décrit aussi des moments ou des périodes d'extrême agressivité, de panique ou de douleur, souvent à la suite de problèmes banals comme n'être pas en mesure d'obtenir une bonne table dans un restaurant. En train de démembrer une victime, il se décompose en sanglotant qu'il « veut juste être aimé ».
Bateman compense son impuissance et son manque d'assurance par une attention obsessionnelle à son apparence et aux vêtements qu'il porte. Il s'habille à la pointe de la mode avec les vêtements les plus coûteux (costumes Valentino ou Paul Smith, lunettes Oliver Peoples et sacs de voyage Jean-Paul Gaultier) comme pour « contrôler » un peu sa vie, par ailleurs chaotique. De la même façon, il classe les gens en fonction de ce qu'ils portent et de leur look, car ils sont plus facilement « compréhensibles » au travers des étiquettes et des stéréotypes. La décoration de l'appartement de Bateman est parfaitement choisie, avec les dernières musiques, nourritures et peintures possibles. Les gens, en tant qu'êtres tridimensionnels, sont imprévisibles et impossibles à comprendre tandis qu'ils sont beaucoup plus faciles à saisir en tant que tenue vestimentaire et apparence.
En public, Bateman donne l'impression d'une personne ouverte d'esprit, sensible et humaniste. Il a les préoccupations stéréotypées de la gauche pour des questions telles que le sida, l'écologie, le racisme, les sans-abri et l'économie. Cependant, Bateman est en fait violemment sexiste, raciste, élitiste, sadique et homophobe. Il investit aussi délibérément dans des entreprises ayant des politiques racistes tout en contribuant à la défense de Robert Chambers.
Bateman ne correspond pas au profil type du tueur en série, car il tue plus ou moins aveuglément, sans préférer un type de victime et sans mode opératoire cohérent. Tout au long du roman, il tue des hommes, des femmes, un enfant et des animaux. Il tue des femmes surtout par plaisir sexuel sadique, souvent pendant ou juste après l'amour et est aussi fréquemment violeur. Il tue des hommes, parce qu'ils lui inspirent de la colère ou le dérangent et un enfant juste pour voir si cela lui plaît (ce qui n'est pas le cas).
Périodiquement, il avoue ses crimes à ses amis, ses collègues de travail ou même à de parfaits inconnus (« J'aime disséquer des filles - tu sais que je suis totalement fou ? ») juste pour voir s'ils l'écoutent effectivement. Ce n'est pas le cas ou alors ses interlocuteurs pensent qu'il plaisante. Dans la scène cruciale, il appelle son avocat Harold Carnes, un autre yuppie, et laisse un long message détaillé où il confesse ses crimes. Plus tard, il se précipite chez son avocat, qui le prend pour quelqu'un d'autre. Bateman n'est jamais arrêté pour les nombreux meurtres qu'il commet.

## La réalité chez Bateman
Le fait que Patrick Bateman ait effectivement commis les horreurs décrites dans American psycho est sujet à débat. Tout au long du roman, et en particulier au cours des derniers chapitres, Bateman décrit des incidents et des événements qui sont soit outrageusement incroyables, soit manifestement délirants. Ceci est bien illustré dans le chapitre intitulé Chase Manhattan où Bateman se livre à des démonstrations publiques de violence gratuite — la conduite d'un taxi volé dans un karaoké, engageant une fusillade à grande échelle avec la police et tuant le gardien de nuit de l'immeuble de bureaux voisin du sien — alors qu'il ne pouvait pas échapper à l'arrestation. À différents moments, Bateman décrit des événements qui sont clairement des hallucinations ; cela va d'un distributeur automatique de billets lui demandant de le nourrir de chats errants à un banc public devenu sensible qui le suit jusqu'à son domicile. Vers la fin du roman, Bateman retourne à l'appartement de l'une de ses victimes (Paul Owen, le gérant du portefeuille Fisher) où il avait entreposé deux cadavres égorgés et découvre l'endroit nettoyé, repeint et mis en vente. Dans le dernier chapitre du livre, après la tentative de Bateman de confesser ses crimes, notamment le meurtre de Paul Owen, son avocat Harold Carnes lui affirme avoir rencontré récemment, par deux fois Paul Owen à Londres.
Toutefois, le roman ne contient aucune preuve solide que les meurtres ne sont que des hallucinations, et présente en revanche un grand nombre de preuves qui indiquent que la plupart, sinon la totalité, des meurtres, ont bien eu lieu. Dans les premiers chapitres du roman, les amis de Bateman font référence à un meurtre commis lors d'une soirée sur un yacht, à laquelle a assisté Bateman. De même, après que Bateman a tué Paul Owen, la petite amie d'Owen, Meredith, engage un détective privé pour enquêter sur sa disparition. Pour ce qui est de la mise en vente de l'appartement de Paul Owen, il est possible que les meurtres aient été couverts par les autorités dans le but de protéger l'immeuble ; par exemple, lorsque Bateman interroge l'agent immobilier au sujet de ce qui s'est passé dans l'appartement, elle lui dit « ne nous ennuyez pas » et lui demande de partir. Bateman remarque aussi que des bouquets de roses ont été placés dans l'appartement, peut-être pour masquer une mauvaise odeur persistante. Bien que l'affirmation d'Harold Carnes prétendant avoir vu Paul Owen à Londres est interprétée par certains comme la preuve que les meurtres ont été imaginés, il convient de noter que tout au long du roman et du film, les personnages se méprennent sur l'identité des personnes qu'ils croisent ; cela peut donc être une autre erreur d'identité ; une théorie crédible si l'on tient compte du fait que Carnes ne reconnaît même pas Bateman lui-même et s'adresse à lui à la fois comme « Davis » et « Donaldson » au cours de leur conversation. Par ailleurs, un clochard que Bateman rend aveugle avec un couteau au début du roman apparaît de nouveau dans un chapitre ultérieur sous les traits d'un aveugle vétéran du Viêt-Nam.

## La mort de Bateman
Patrick Bateman meurt en 2003 dans un récit qu'Ellis fait dans son roman, Lunar Park. Il est tué dans l'incendie d'un quai.
Sa mort est également mise en scène dans American psycho 2, un spin-off du film American psycho où Bateman est tué par une petite fille. Ce deuxième film n'a cependant aucun rapport avec l'œuvre de Bret Easton Ellis, que l'idée d'une suite, n'ayant selon lui aucun sens, avait d'ailleurs rendu furieux. Également vivement critiqué par les spectateurs, ce film est plus à prendre comme une version dérivée que comme une véritable suite.

## Apparitions dans d'autres œuvres
Patrick Bateman fait sa première apparition dans le roman d'Ellis Les Lois de l'attraction (1987) dans lequel Sean Bateman, son frère, est le personnage principal ; rien n'indique qu'il serait un tueur en série. Bateman fait également une brève apparition dans le roman d'Ellis Glamorama (1998), avec d'« étranges taches » sur le revers de son costume Armani.
Bateman apparaît également dans les courriels du film American psycho (2000) qui ont été écrits pour une campagne publicitaire pour le film. Bien qu'ils soient souvent à tort attribués à Ellis, ils ont en fait été écrits par un ou plusieurs auteurs et approuvés par Ellis avant d'être envoyés. Les courriels datent de 2000, un peu plus d'une décennie après le roman. Bateman est en thérapie avec un Dr. M. Il est également marié à Jean, son ancienne secrétaire. Ils ont un fils, Patrick Bateman Jr., qui a 8 ans. Dans l'histoire, Bateman parle de la thérapie, tente d'obtenir le divorce avec Jean, évoque ses sentiments renouvelés à propos des meurtres et idolâtre son fils.
Bateman apparaît dans le roman d'Ellis Lunar Park (2005), dans lequel l'auteur avoue qu'écrire American Psycho consistait avant tout à canaliser les paroles d'un esprit violent. Le fantôme de Bateman hante la demeure d'Ellis. Un personnage déguisé en Patrick Bateman participe également à la soirée d'Halloween. 
Plus récemment, « Patrick Bateman MD » a été utilisé comme surnom par Dexter Morgan, le protagoniste de la série Dexter (figurant là aussi un tueur en série) à chaque fois qu'il a dû utiliser un tranquillisant puissant (de l'Étorphine) pour commettre ses meurtres. Selon Dexter, il a choisi ce nom car il sonne « tellement sain, tellement discret ».
En 2006, Patrick Bateman est cité comme personnage du film Broken, bien qu'il n'apparaisse jamais véritablement dans le film. Les réalisateurs du film affirment qu'ils ont simplement cité des noms dans le générique par jeu, Bateman étant l'un d'eux.
En 2008, le magazine Les Inrockuptibles publie un récit intitulé « Une nuit à New York » qui raconte une virée dans la peau d'Henri Bateman, le petit frère du héros d'American Psycho, à travers les rues de New York, « La ville qui ne dort toujours pas, mais où l'on baise de moins en moins ». On retrouve Henri (qui serait donc un autre frère de Patrick Bateman, Sean étant le premier) découvrant la ville de New York avec son meilleur ami sur Facebook à travers les clubs fréquentés par Patrick dans lesquels il rencontre même Evelyn, qui le confond avec Patrick. Son meilleur ami sur Facebook fera aussi de nombreux rapprochements à la série Sex and the City.

## Bateman au cinéma
L'incarnation la plus célèbre de Patrick Bateman est faite par l'acteur Christian Bale dans l'adaptation cinématographique American psycho, réalisée en 2000 par Mary Harron. Bien que Bale ait été le premier choix d'Ellis et de la réalisatrice, les producteurs ont proposé le rôle à Keanu Reeves, Edward Norton et Brad Pitt. Leonardo DiCaprio commença à s'entrainer à jouer le personnage, mais abandonna finalement l'aventure. Bateman est également joué par Dechen Thurman (frère d'Uma Thurman) dans le documentaire réalisé en 2000 This is not an exit: the fictional world of Bret Easton Ellis. Michael Kremko a joué Bateman dans la scène d'ouverture du film American psycho 2: all american girl, la fausse suite du premier film. Dans American psycho 2, Bateman est tué par la jeune fille qui l'a vu tuer son baby-sitter.
En 2002, des scènes sont tournées pour l'adaptation cinématographique des Lois de l'attraction. Ellis a révélé dans une interview que le réalisateur Roger Avary a demandé à Christian Bale de reprendre le rôle, mais celui-ci refusa l'offre, et Avary demanda à Ellis d'incarner lui-même Bateman. Ellis refusa, déclarant qu'il « pensait que c'était une idée mauvaise et artificielle ». Avary a finalement tourné avec Casper van Dien les scènes, qui ont cependant été coupées dans la version finale du film. Patrick Bateman n'apparait donc pas dans le film, mais Sean (James van der Beek) fait allusion à son frère à deux reprises au cours du film.
Dans la comédie musicale American Psycho (en) jouée à Londres en 2013, l'acteur Matt Smith incarne le rôle de Patrick Bateman.

## Chronologie de Patrick Bateman
- 1er octobre - 23 octobre 1962 : naissance de Patrick Bateman (déduit d'un passage dans American Psycho où il dit au détective Donald Kimball que lui et Paul Allen avaient sept ans en 1969 et plus tard, lorsqu'il médite brièvement sur ce que cela signifie d'être du signe astrologique de la  balance ainsi que lorsqu'il se demande ce qu'il va faire pour son anniversaire en octobre).
- 1980 : diplômé de la Phillips Exeter Academy.
- 1984 : diplômé de l'Université Harvard.
- 1986 : diplômé de la Harvard business school.
- Dès l'obtention de son diplôme jusqu'à la fin d'American psycho, Bateman travaille chez Pierce & Pierce.
- 1996 : présent au Victor's club dans Glamorama.
- 2000 : entre en thérapie avec un certain Dr. M. Ceci figure dans les mails d’American psycho (2000). Dans ces mail, il est en train de divorcer avec Jean, avec qui il est marié depuis au moins cinq ans et a un fils. Apparemment, il a lancé sa propre société de courtage et semble être encore plus riche que ce qu'il était dans American psycho. Ses goûts sont encore plus raffinés. Ses tendances homicides (ou pensées) semblent avoir diminué un peu avec la naissance de son fils, mais n'ont pas disparu complètement. Ceci est interprété par certains fans comme non officiel, étant donné que les courriels ne sont pas écrits par Ellis.
- 2003 : Ellis tue Patrick Bateman en écrivant le récit du tueur en série pris dans le feu d'un quai dans Lunar park.

## Source
- (en) Cet article est partiellement ou en totalité issu de l’article de Wikipédia en anglais intitulé « Patrick Bateman » (voir la liste des auteurs).